# Снежана Малович
Снежана Малович (серб. Снежана Маловић; 10 вересня 1976, Белград) — колишня міністр юстиції Республіки Сербія.

## Біографія
Закінчила п'ятнадцяту середню школу в Белграді і була частиною першого покоління цієї школи. Закінчила юридичну школу в Белграді в 1999 році та склала іспит у 2002 році.
Вона була обрана міністеркою 7 липня 2008 року. До цього вона обіймала посаду державного секретаря Міністерства юстиції та генерального секретаря Управління прокуратури військових злочинів (2004—2007).